# Марка (Румунія)
Марка (рум. Marca) — село у повіті Селаж в Румунії. Адміністративний центр комуни Марка.
Село розташоване на відстані 412 км на північний захід від Бухареста, 37 км на захід від Залеу, 92 км на північний захід від Клуж-Напоки.

## Населення
За даними перепису населення 2002 року у селі проживали 1520 осіб.
Національний склад населення села:
| Національність | Кількість осіб | Відсоток |
| -------------- | -------------- | -------- |
| румуни         | 1315           | 86,5%    |
| цигани         | 140            | 9,2%     |
| словаки        | 54             | 3,6%     |
| угорці         | 11             | 0,7%     |

Рідною мовою назвали:
| Мова      | Кількість осіб | Відсоток |
| --------- | -------------- | -------- |
| румунська | 1471           | 96,8%    |
| словацька | 41             | 2,7%     |
| угорська  | 8              | 0,5%     |